# Sara Forestier
Sara Forestier (ur. 4 października 1986 w Kopenhadze) – francuska aktorka filmowa. Podejmuje się też reżyserii i scenariopisarstwa.
Laureatka dwóch Cezarów: dla największej nadziei francuskiego kina (aktorka) za rolę w filmie Unik (2003) Abdellatifa Kechiche'a oraz dla najlepszej aktorki za rolę w filmie Imiona miłości (2010) Michela Leclerka. Nominowana do tej nagrody również za role w Suzanne (2013) i Z podniesionym czołem (2015).